# Terje Andersen (łyżwiarz)
Terje Andersen (ur. 4 marca 1952 w Tønsbergu) – norweski łyżwiarz szybki, brązowy medalista olimpijski.

## Kariera
Największy sukces w karierze Terje Andersen osiągnął w 1980 roku, kiedy zdobył brązowy medal na igrzyskach olimpijskich w Lake Placid. W zawodach tych wyprzedzili go jedynie Amerykanin Eric Heiden oraz inny Norweg, Kay Stenshjemmet. Na tych samych igrzyskach był też dwunasty w biegu na 1000 m. Na rozgrywanych cztery lata wcześniej igrzyskach olimpijskich w Innsbrucku zajął odpowiednio piętnaste i szesnaste miejsce. Nigdy nie zdobył medalu na mistrzostwach świata, ale w 1972 roku zdobył brązowy medal podczas mistrzostw świata juniorów w Lisleby. W 1981 roku był czwarty na mistrzostwach świata w wieloboju sprinterskim w Grenoble, przegrywając walkę o medal z Anatolijem Miediennikowem z ZSRR. W 1975 roku zdobył brązowy medal w wieloboju podczas mistrzostw Norwegii, a w latach 1976 i 1978 był trzeci w wieloboju sprinterskim.
W latach 1997–1999 i 2003-2007 Andersen był prezydentem Norweskiej Federacji Łyżwiarskiej.